# Nokia 5510
Il Nokia 5510 è un telefonino prodotto dall'azienda finlandese Nokia e messo in commercio nel 2001. Il telefono ha una forma molto particolare, presentando un display centrale e una tastiera QWERTY divisa in due parti.

## Caratteristiche
- Dimensioni: 134 x 58 x 28 mm
- Massa: 155 g
- Risoluzione display: 96 x 65 pixel monocromatico
- Durata batteria in conversazione: 2/4 ore
- Durata batteria in standby: 55/260 ore (2/10 giorni)
- Memoria: 64 MB